# Stephen Athipozhiyil
Stephen Athipozhiyil (ur. 18 maja 1944 w Chennavely, zm. 9 kwietnia 2022) – indyjski duchowny rzymskokatolicki, w latach 2001–2019 biskup Alleppey.

## Życiorys
Wstąpił do seminarium w Alleppey. Po dwóch latach został wysłany do Papieskiego Seminarium w Pune, gdzie w 1969 otrzymał tytuł licencjacki z filozofii i teologii. Po święceniach studiował filozofię na uniwersytecie w Thiruvananthapuram, uzyskując tytuł magisterski.
Święcenia kapłańskie przyjął 5 października 1969 i został inkardynowany do diecezji Alleppey. W 1970 otrzymał nominację na prefekta miejscowego niższego seminarium, a w 1983 został jego rektorem. Pracował jednocześnie w kilku parafiach w Alleppey oraz w Omanappuzha. W 1989 rozpoczął pracę w seminarium w Alwaye, gdzie był m.in. asystentem kuratora i kuratorem. W 1998 ponownie został rektorem niższego seminarium w Alleppey, a także członkiem diecezjalnego Kolegium Konsultorów.

### Episkopat
16 listopada 2000 papież Jan Paweł II mianował go biskupem koadiutorem diecezji Alleppey. Sakry biskupiej udzielił mu 11 lutego 2001 ówczesny ordynariusz tejże diecezji, bp Peter Michael Chenaparampil. 9 grudnia 2001, po przejściu na emeryturę bp. Chenaparampila, przejął rządy w diecezji.